# Louisville (Georgia)
Louisville è una città degli Stati Uniti d'America, situata in Georgia, nella Contea di Jefferson, della quale è il capoluogo.